# Johann Friedrich Struensee

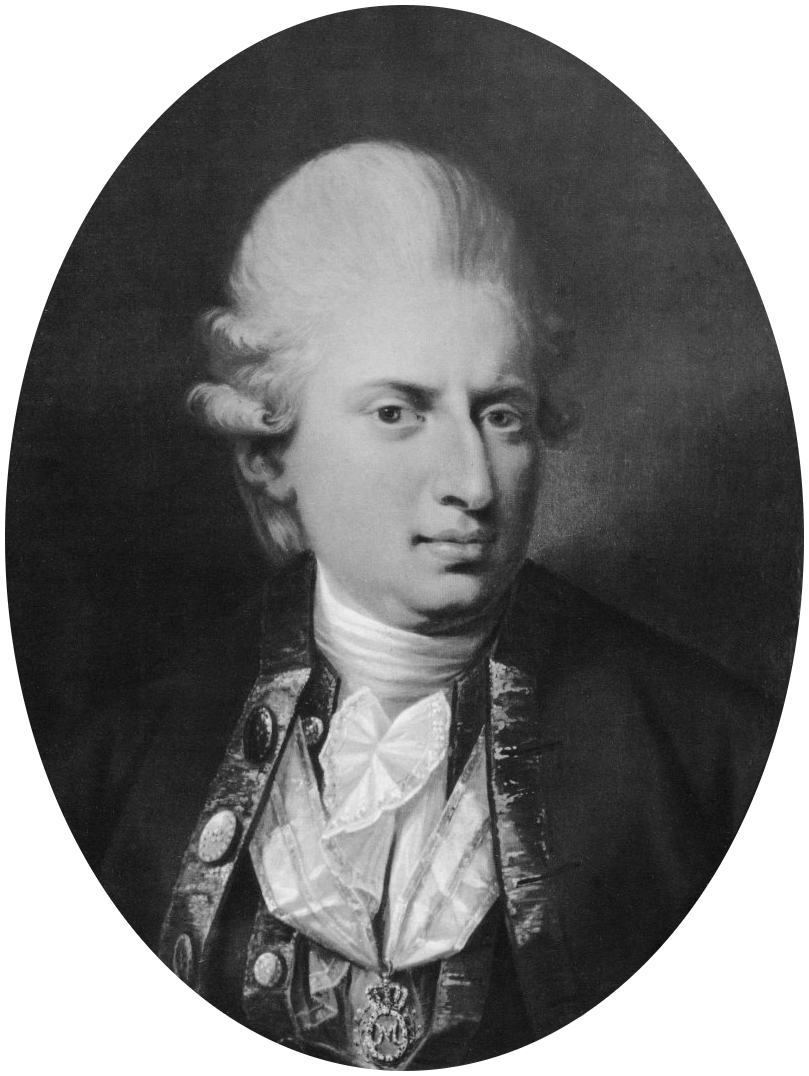
Johann Friedrich Struensee (Jens Juel, 1771); Bomann-Museum, Celle

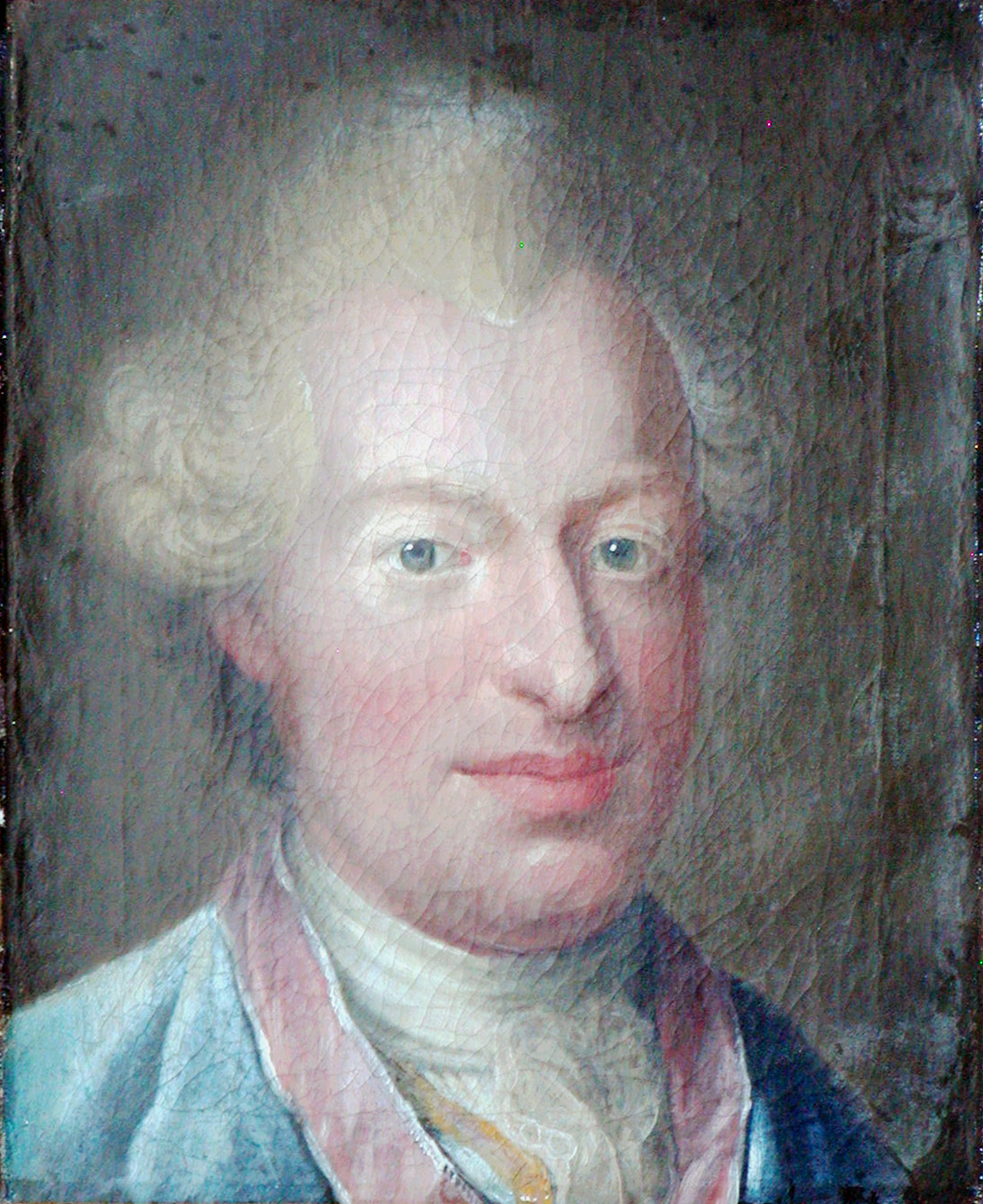
Johann Friedrich Struensee, olieverfschilderij door Christian August Lorentzen (1749–1828). Nationalhistoriske Museum, Frederiksborg Slot.

Johann Friedrich Struensee (Halle, 5 augustus 1737 – Kopenhagen, 28 april 1772) was een Duitse arts die enkele jaren de macht uitoefende in het koninkrijk Denemarken.
Struensee werd geboren als zoon van een piëtistisch theoloog, maar onttrok zich tijdens zijn studie geneeskunde aan de strenge geloofsopvoeding. Hij werd aanhanger van de ideeën van de Verlichting.
Hij vestigde zich in 1757 te Altona, in het Deense hertogdom Holstein, in die jaren een bolwerk van de Verlichting. Struensee oefende de geneeskunst uit ten bate van het gewone volk. Hij zette zich met name in voor de ongehuwde moeders en hun kinderen, en voor de vaccinatie tegen pokken.
In 1768 werd Struensee door het Deense hof aangetrokken om de geesteszieke jonge koning Christiaan VII te vergezellen op een toer langs de Europese hoofdsteden. Zo werd hij 's konings lijfarts. Christiaan VII verhief Struensee later in de adelstand; hij werd graaf.
De invloed van Struensee op Christiaan leidde ertoe, dat Struensee vanaf 1770 de feitelijke alleenheerschappij in het land uitoefende. De ministerraad kwam niet meer bijeen en de lijfarts verkreeg van de koning volmacht om decreten uit te vaardigen. Deze strekten tot vrijheid van drukpers en godsdienstvrijheid, tot afschaffing van het "scherp onderzoek" ofwel marteling, en tot bestemming van de tolgelden voor de Sont voor de Rijkskas in plaats van voor het Hof.

## Staatsgreep
In hofkringen groeide het verzet tegen de verlichtingsideeën van Struensee. Ook zijn haast openlijke verhouding met de jonge koningin Caroline Mathilde wekte grote weerstand. Het verzet bundelde zich onder de leiding van de koningin-weduwe Juliana Marie en Ove Høegh-Guldberg, leraar van haar zoon Frederik (de halfbroer van de koning).

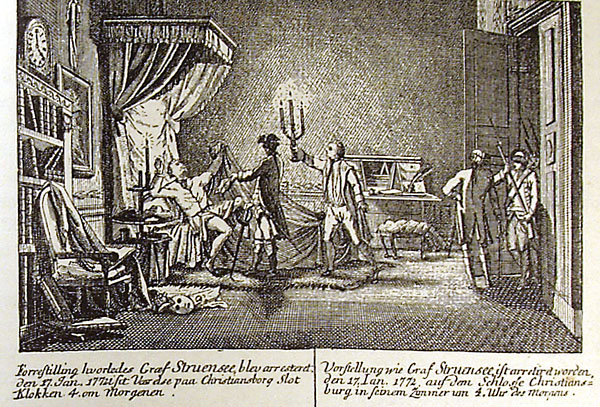
De arrestatie van graaf Struensee op 17 januari 1772. Uit: Fabricius illustretet Danmarkshistorie for folket, 1915

Op 17 januari 1772 vond een staatsgreep plaats. Struensee werd gearresteerd. Ook de koningin werd geïnterneerd. Guldberg vestigde een reactionair bewind en maakte alle moderniseringen uit de tijd van Struensee ongedaan. Struensee werd op 27 april 1772, tezamen met zijn naaste vertrouweling graaf Enevold Brandt (1738-1772), ter dood veroordeeld en de volgende dag onthoofd. 
Louise Augusta, de dochter die hij kreeg bij koningin Caroline Mathilde, werd later de moeder van Caroline Amalia, de tweede gemalin van Christiaan VIII.

## Struensee in de media
Deze episode in de Deense geschiedenis wordt beschreven in
- Histoire de la conversion du Comte J.F. Struensée. Ci-devant ministre privé du cabinet de sa Majesté danoise. Avec une Relation, faite par lui-même, de la maniere dont il est parvenu à changer de sentimens par rapport à la religio. Publiée par ... Balthazar Munter, et traduite de l'Allemand par madame de La Fite. 1773-1774
- Struensee, tragedie van Michael Beer (1847) met toneelmuziek van Giacomo Meyerbeer
- Graaf Struensee, toneelstuk van Hendrik Jan Schimmel (1855)
- Koning, koningin en dictator van Robert Neumann; vert. van Struensee uit het Duitsch door J.W.F. Werumeus Buning
- Het bezoek van de lijfarts, historische roman van Per Olov Enquist (1999)
- Prinsesse af blodet (2000), roman van Bodil Steensen-Leth
- En kongelig affære (2012), Deense film van scenarioschrijver en regisseur Nikolaj Arcel

- Bibliothèque nationale de France: cb12000100q (data)
- Gemeinsame Normdatei: 118619470
- International Standard Name Identifier: 0000 0000 5533 3807
- Library of Congress Control Number: n82210024
- Nationale Bibliotheek van Letland: 000231810
- Nationale Bibliotheek van Tsjechië: nlk20000088794
- Nationale Bibliotheek van Israël: 987007311234205171
- Nationale Bibliotheek van Polen: a0000002767529
- Nederlandse Thesaurus van Auteursnamen: 07132593X
- LIBRIS: 228148
- Système universitaire de documentation: 028098803
- Virtual International Authority File: 13100285
- WorldCat: E39PBJcrbvJt6bdJBfvM4R8cT3